# الكسندر روزين
الكسندر روزين (بالألمانية: Alexander Rosen)‏ (10 أبريل 1979 في ألمانيا - ) هو لاعب كرة قدم ألماني في مركز الوسط. شارك مع منتخب ألمانيا تحت 20 سنة لكرة القدم ومنتخب ألمانيا تحت 21 سنة لكرة القدم. أما مع النوادي، فقد لعب مع آينتراخت فرانكفورت وشتوتغارت كيكرز ونادي آوغسبورغ ونادي أوسنابروك ونادي ساربروكن وFollo FK ‏ ونادي هوفنهايم ب ‏ ونادي إلفرسبيرغ.

## وصلات خارجية
- الكسندر روزين على موقع الاتحاد الدولي (مؤرشف)  (الإنجليزية)
- الكسندر روزين على موقع قاعدة بيانات كرة القدم.إي يو (الإنجليزية)
- الكسندر روزين على موقع بيانات كرة القدم. دي إي (الألمانية)
- الكسندر روزين على موقع Soccerway.com (الإنجليزية)
- الكسندر روزين على موقع عالم كرة القدم.نت (الإنجليزية)